# Remy LaCroix

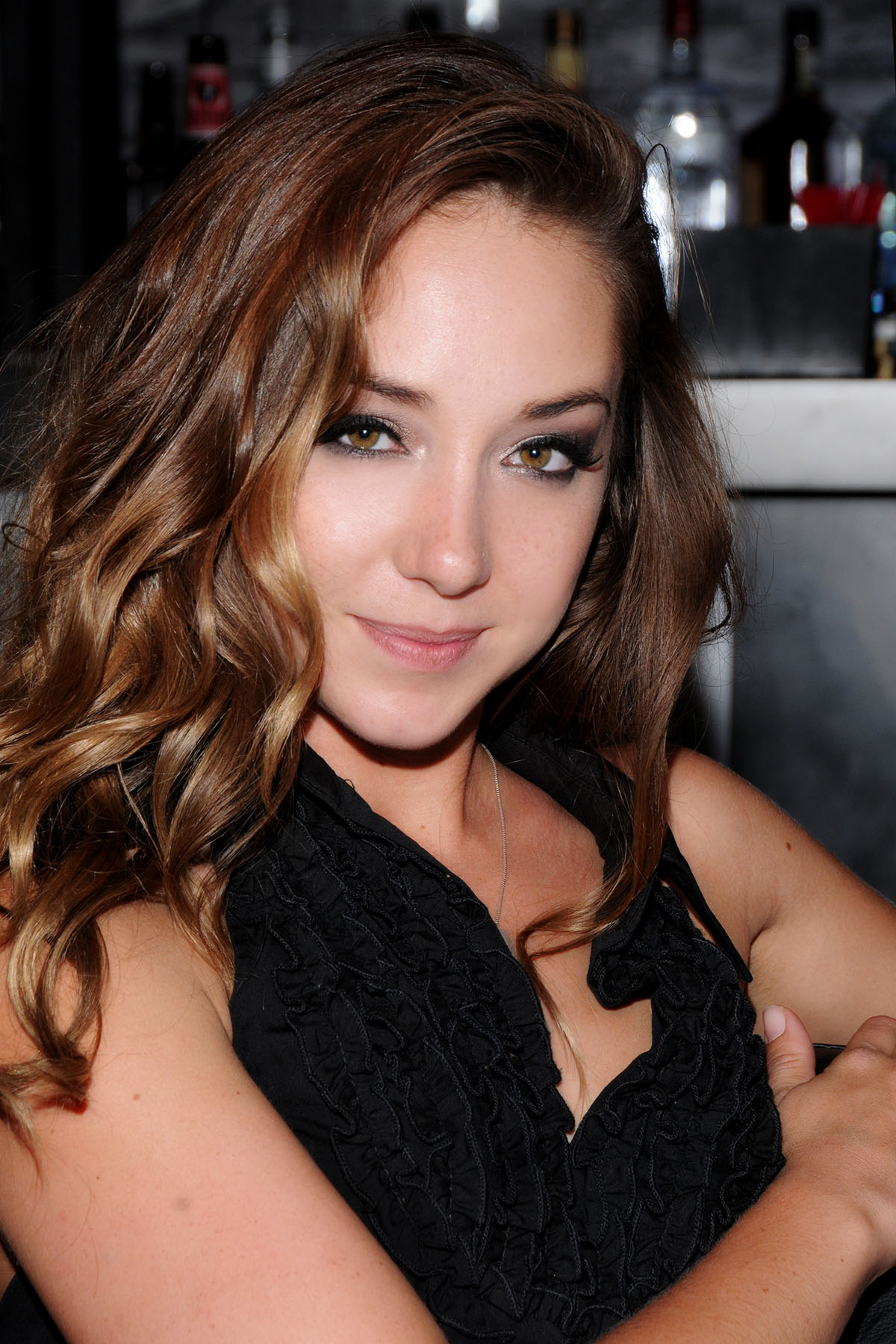
Remy LaCroix (2014)

Remy LaCroix (* 26. Juni 1988 als Ashley Brianna Cronan in San Francisco, Kalifornien) ist eine US-amerikanische Pornodarstellerin.

## Karriere
LaCroix begann ihre Pornokarriere im Dezember 2011 bei dem BDSM-Filmproduktionsunternehmen Kink.com in San Francisco. Laut eigener Aussage wollte sie lediglich einen Gangbang erleben und strebte zunächst gar keine Karriere als Darstellerin an. Nach ihrem ersten Dreh war sie allerdings weiterhin als Laiendarstellerin in längeren Bondage- und Gangbangszenen zu sehen. Sie wirkte im ersten Halbjahr 2012 in rund 40 Pornofilmen mit und verkündete im Juni 2012, ihre Tätigkeit dauerhaft zu beenden. Rückblickend gab LaCroix an, es habe sich hierbei von Anfang an nur um eine Pause und kein Karriereende gehandelt, die nötig geworden war, weil sie sich von ihrem großen Erfolg in relativ kurzer Zeit überfordert fühlte und auch ihr Körper Erschöpfungssymptome zeigte. Im November 2012 kehrte sie ins Pornogeschäft zurück. Im Januar 2013 erhielt sie mehrere Branchen-Auszeichnungen und spielte im selben Jahr die Hauptrolle im Spielfilmporno The Temptation of Eve. In mehreren von LaCroixs Filmen tauchen Hula-Hoop-Reifen auf. Dies ist eine Anspielung auf ihre frühere Tätigkeit als Tänzerin, in der u. a. Hula-Hooping zum Repertoire ihrer Performances gehörte.
Im Januar 2015 schloss LaCroix einen Exklusivvertrag als Darstellerin mit dem kalifornischen Studio ArchAngel ab. Der Exklusivvertrag wurde jedoch wegen „kreativer Differenzen“ schon am 21. April 2015 vorzeitig beiderseitig gekündigt.
Am 1. Februar 2017 verkündete LaCroix via Instagram, sich aus dem Pornogeschäft zurückzuziehen. Das bereits 2020 angekündigte Comeback folgte 2022.
LaCroix ist Mutter zweier Kinder.

## Filmografie (Auswahl)
- 2012: Cuties 3

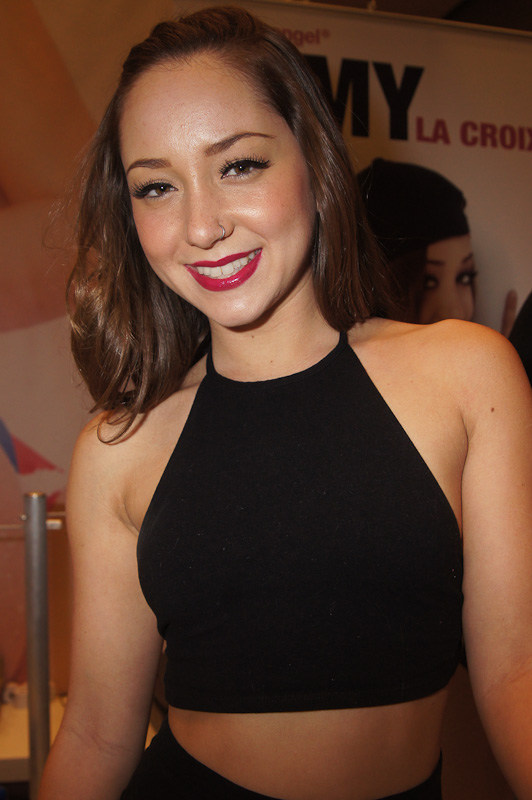
Remy LaCroix auf der AVN Adult Entertainment Expo 2013

- 2012: My Stepdaughter Tossed My Salad 6
- 2012: Let Me Suck You 4
- 2012: Innocent But Nasty
- 2012: The Innocence of Youth 2
- 2012: Daddy Did the Babysitter
- 2012: Angels of Debauchery 9
- 2012: Remy LaCroix
- 2012: Prince the Penetrator
- 2012: Big Wet Asses 21
- 2012: My Anal School Girl
- 2012: Massive Facials 5
- 2012: Pretty Dirty 2
- 2012: Torn
- 2012: Corrupt Schoolgirls 2
- 2012: Fill ’Er Up
- 2012: Rump Raiders
- 2012: Big Wet Asses 21
- 2012: Tanlines 1
- 2013: Best New Starlets 2013
- 2013: Remy 2
- 2013: Remy’s Ring Toss
- 2013: Strap Some Boyz
- 2013: Wet Asses 2
- 2013: Big Wet Asses 22
- 2013: Ass Worship 14
- 2013: Young & Glamorous 4
- 2013: The Temptation Of Eve
- 2013: Performers Of The Year 2014
- 2014: Interracial Icon 1
- 2015: Diary of a Nanny 6
- 2016: Bang Bus 60
- 2016: Big Anal Asses 4
- 2022: Remy's Back with A Bang

## Auszeichnungen
| Jahr | Preis                     | Award                                                                                                 | Film                    |
| ---- | ------------------------- | --- | ----------------------- |
| 2013 | AVN Award                 | Best Starlet                                                                                          |                         |
| 2013 | AVN Award                 | Best Tease Performance (mit Lexi Belle)                                                               | Remy                    |
| 2013 | XBIZ Award                | Best Actress                                                                                          | Torn                    |
| 2013 | XRCO Award                | New Starlet                                                                                           |                         |
| 2013 | XCritic Fans Choice Award | Best New Starlet                                                                                      |                         |
| 2013 | Miss BangBros             | Anal Princess                                                                                         |                         |
| 2014 | AVN Award                 | Best Actress                                                                                          | The Temptation of Eve   |
| 2014 | AVN Award                 | Female Performer of the Year                                                                          |                         |
| 2014 | AVN Award                 | Best Three-Way Sex Scene – G/G/B (mit Riley Reid und Manuel Ferrara)                                  | Remy 2                  |
| 2014 | XBIZ Award                | Best Actress – Feature Movie                                                                          | The Temptation of Eve   |
| 2014 | XRCO Award                | Best Actress                                                                                          | The Temptation of Eve   |
| 2014 | XRCO Award                | Female Performer of the Year                                                                          |                         |
| 2015 | AVN Award                 | Best Girl/Girl Sex Scene (mit Gabriella Paltrova)                                                     | Gabi gets Girls         |
| 2023 | XBIZ Award                | Best Sex Scene — Career-First Performance (mit Dante Colle, Damon Dice, Tommy Pistol und John Strong) | Remy's Back With a Bang |